# 8644 Betulapendula
A 8644 Betulapendula (ideiglenes jelöléssel 1988 SD) a Naprendszer kisbolygóövében található aszteroida. Eric Walter Elst fedezte fel 1988. szeptember 16-án.